# Tir als Jocs Olímpics d'estiu de 1908 - Carrabina per equips
La competició de carrabina, per equips va ser una de les quinze proves de programa de Tir dels Jocs Olímpics de Londres de 1908. Es disputà l'11 de juliol de 1908 i hi van prendre part 12 tiradors procedents de 3 nacions diferents.
La puntuació màxima per tret era de 5 punts, amb un màxim de 200 punts per tirador i 800 per equip.

## Resultats
| Posició | Nació      | Tirador                | Puntuació | Puntuació  | Puntuació |
| Posició | Nació      | Tirador                | 50 iardes | 100 iardes | Total     |
| ------- | ---------- | ---------------------- | --------- | ---------- | --------- |
| 1       | Regne Unit | Total per equip        | 387       | 384        | 771       |
| 1       | Regne Unit | Maurice Matthews       | 98        | 98         | 196       |
| 1       | Regne Unit | Harold Humby           | 97        | 97         | 194       |
| 1       | Regne Unit | William Pimm           | 99        | 93         | 192       |
| 1       | Regne Unit | Edward Amoore          | 93        | 96         | 189       |
| 2       | Suècia     | Total per equip        | 373       | 364        | 737       |
| 2       | Suècia     | Vilhelm Carlberg       | 95        | 92         | 187       |
| 2       | Suècia     | Franz-Albert Schartau  | 96        | 90         | 186       |
| 2       | Suècia     | Johan Hübner von Holst | 94        | 90         | 184       |
| 2       | Suècia     | Eric Carlberg          | 88        | 92         | 180       |
| 3       | França     | Total per equip        | 359       | 351        | 710       |
| 3       | França     | Paul Colas             | 96        | 93         | 189       |
| 3       | França     | André Regaud           | 91        | 95         | 186       |
| 3       | França     | Léon Lécuyer           | 85        | 84         | 169       |
| 3       | França     | Henri Bonnefoy         | 87        | 79         | 166       |